# 王子顏
王子顏（?—?），唐朝沂州臨沂（今山东省臨沂市）人。他是莊憲皇后的父亲，唐宪宗的外祖父。
王子顏是唐朝将领王難得的儿子，年轻时随父亲一起征討，官至金紫光禄大夫、檢校衛尉卿，生下唐顺宗的莊憲皇后，在外孙登基前去世。唐顺宗内禅传位给唐宪宗，元和元年，唐憲宗到南宮朝见太后王氏，褒赠先代，赠王子顏的祖父王思敬為司徒，王難得为太尉，王子顏为太師。只有王子顏的儿子王用及封。王子顏之子王重荣，官至福王傅；王用，官至太子宾客、金吾将军。